# Condizioni generali di contratto
Le condizioni generali di contratto sono clausole previste unilateralmente da una delle parti, e generalmente dirette a regolare uniformemente i suoi rapporti contrattuali.

## Funzioni
Trovano disciplina nell'art. 1341 c.c., il quale dispone che esse hanno efficacia nei confronti dell'altra parte contrattuale se questi, nel momento della conclusione del contratto, le conosceva o avrebbe dovuto conoscerle usando la normale diligenza.
Il presupposto della conoscenza o della conoscibilità impone un duplice onere, l'uno a carico del proponente, che deve predisporre mezzi idonei a far conoscere le clausole all'aderente, l'altro a carico dell'aderente, che deve adoperarsi per averne conoscenza, secondo la normale diligenza (vale a dire la diligenza valutata secondo il criterio della normalità, cioè sulla base del comportamento che ci si possa ragionevolmente attendere dalla massa delle persone nel compimento di atti della medesima natura). La natura delle clausole in questione è stata controversa, deponendo taluni per la natura legale delle clausole, talaltri per la natura convenzionale, ancorché tali clausole siano disposte unilateralmente.
Alcune tipologie tassative di condizioni generali di contratto hanno la caratteristica di aggravare sensibilmente la posizione della parte contraente che vi aderisce e dette "onerose". Esse trovano una disciplina particolare nell'art 1341 co.2, il quale, dopo l'elencazione delle stesse, prevede l'obbligo che siano specificamente approvate. Sono "onerose" le clausole che: limitano la responsabilità del proponente, attribuiscono la facoltà di recedere o sospendere l'esecuzione del contratto, impongono decadenze, limitano la facoltà di opporre eccezioni, prevedono la tacita proroga o rinnovazione del contratto, le clausole compromissorie e quelle che derogano alla competenza giurisdizionale.

## Nullità
A seguito della mancata sottoscrizione per alcuni si configurerebbe una nullità delle clausole "onerose", suscettibile di porre nel nulla l'intero contratto sulla base delle regole generali (se  sono state motivo determinante per la conclusione del contratto), mentre per altri l'inefficacia delle clausole stesse, per altri ancora l'inopponibilità delle clausole nei confronti del contraente che le ha sottoscritte, che implicherebbe la facoltà riservata solo a quest'ultimo di impugnarle.